# Вонакју (Њу Џерзи)
Вонакју (енгл. Wanaque) град је у америчкој савезној држави Њу Џерзи.

## Демографија
По попису из 2010. године број становника је 11.116, што је 850 (8,3%) становника више него 2000. године.
| Група             | 2000.         | 2010.         |
| Белци             | 8.997 (87,6%) | 9.014 (81,1%) |
| Афроамериканци    | 155 (1,5%)    | 341 (3,1%)    |
| Азијати           | 372 (3,6%)    | 517 (4,7%)    |
| Хиспаноамериканци | 554 (5,4%)    | 1.075 (9,7%)  |
| Укупно            | 10.266        | 11.116        |